# Dermatetron hodgsoni
Dermatetron hodgsoni är en svampdjursart som beskrevs av Jenkin 1908. Dermatetron hodgsoni ingår i släktet Dermatetron och familjen Sycanthidae. Inga underarter finns listade i Catalogue of Life.